# Jeux du Commonwealth Canada
L'association Jeux du Commonwealth Canada (JCC), en anglais Commonwealth Games Canada (CGC), est l’organisme qui est responsable du mouvement canadien des Jeux du Commonwealth et notamment de la sélection des athlètes qui représentent le pays à cette compétition tout comme pour les Jeux de la Jeunesse du Commonwealth.
Pour beaucoup de pays, l'association des Jeux du Commonwealth (AJC) est porté par le comité national olympique (CNO) quand il existe. Comme l'Australie avec l'Australian Commonwealth Games Association, la structure est différente du Comité olympique canadien. La JCC est membre de la Fédération des Jeux du Commonwealth.
En fait, c’est le journaliste canadien Melville Marks Robinson qui a été l’instigateur et le moteur de la création des Jeux. Un an après les Jeux, le Commonwealth des nations a été formé en 1931 et le Canada reste l’un des six pays à avoir assisté à tous les Jeux du Commonwealth depuis leur création.
JCC joue également un rôle actif dans le développement du sport international par le biais du programme d'appui au renforcement des capacités, qui fournit des diplômés qualifiés en début de carrière aux plus petites instances dirigeantes du Commonwealth. La JCC soutient également des programmes conçus pour lutter contre le sida dans les Caraïbes.

## Organisateur des Jeux
- 1930 : Jeux de l'Empire britannique d'Hamilton, Ontario
- 1954 : Jeux de l'Empire britannique et du Commonwealth de Vancouver, Colombie-Britannique
- 1994 : Jeux du Commonwealth de Victoria, Colombie-Britannique